# S. Caticha Ellis
Stephenson Caticha  Ellis (Melo, 30 de setembro de 1927 — Campinas, 27 de outubro de 2003) foi um escritor e físico uruguaio radicado no Brasil.

## Biografia
Desde a adolescência se interessou por literatura e ciência.  Estudou na Universidad de la República, em Montevidéu, onde se graduou em engenharia elétrica e mecânica. Com uma bolsa do British Council e outra da Unesco, estudou na Universidade de Glasgow e no Laboratório Cavendish da Universidade de Cambridge.
No Brasil, em 1968, participou do Instituto de Pesquisas Energéticas e Nucleares (Ipen). Suas pesquisas mais importantes foram na área de espalhamento anômalo e difração dinâmica de raios X, com trabalhos mundialmente citados. Foi professor de cursos de Pós-Graduação na Universidade de São Paulo e, em 1971, se tornou Professor Titular de Física do Instituto de Física da Unicamp, onde trabalhou até 1989, quando se afastou por problemas de saúde.
Ellis foi cientista por mais de 40 anos, e teve publicados mais de 200 trabalhos originais em revistas internacionais, além de orientar 25 doutores e mestres em Física. Teve influência marcante na formação de grupos e laboratórios de Cristalografia no Brasil. Apresentou suas pesquisas em Congressos e em seminários em universidades da Europa, América do Sul e do Norte e na Ásia. 
Aposentou-se em 1991, mas continuou publicando trabalhos de pesquisa.  Foi Professor Honorífico da Universidade Autónoma de Madrid(1976).
Fez parte da Academia Campineira de Letras e Artes, do Clube de Poetas de Campinas, e foi membro de várias academias científicas. Caticha intercalava seu tempo entre a literatura e a ciência, através do que ele chamava “as duas grandes janelas”: a das ciências físicas e a da poesia.
Escreveu vários ensaios sobre temas filosóficos, literários e sociológicos. Em 2001 publicou Poemas de Casablanca, um conjunto de poemas escritos por um jovem imaginário, José Casablanca, que vive, ama, canta e cavalga seu cavalo andaluz, vivendo dos sonhos do autor. O livro foi lançado em edição bilíngue espanhol/português.

## Obras literárias principais
- Poemas de Casablanca (2001)
- Safo, Versos Imortais[4]
- A Épica de Gilgamesh[5]
- Oração à Pachamama[6]